# クリスティン・ルフェーヴル
クリスティン・ルフェーヴル（Kristine Leigh Lefebvre）は、アメリカ合衆国の女性弁護士・元モデルである。

## 経歴
ドイツ連邦共和国ヘッセン州フランクフルト・アム・マインに生まれる。
コロラド州デンバーのMetropolitan State University of Denverで学部レベルの教育を受ける。フロリダ州のNova Southeastern Universityで法学の学位を取得。
2007年、NBCのリアリティー番組The Apprenticeに出演。同年4月8日の第12週のOAで"fired" 、つまり脱落を宣告されたが、最後の6人に絞られた時点で生き残っていた。このショーにおいて彼女に出番が与えられた根拠の一つは、その教育と法曹としてのキャリアである。ちなみに、第2週の勝利チームの一員だった（この週のミッションはTrina Turkの水着をデザインすること。ミッションの一環として水着のモデルをつとめる。）ことに対する賞品として、Playboy Mansionに招待されている。
The Apprentice出演の後、Playboy誌の2007年6月号のグラビアと表紙に登場、ヌードを披歴。

### 弁護士として
ロサンゼルスのステイプルズ・センターやロサンゼルス・キングスのほか、シャキール・オニール、ダン・マリーノといったセレブリティの代理人を務めた
。
パメラ・アンダーソンやデビー・ギブソンを含む何人かの女性が雑誌のためにポーズをとる際、専門知識を提供し、契約書を作成した。
現在、ビーチバレー団体Association of Volleyball Professionalsの法務部長。
非営利団体C.H.A.S.E. for Lifeの理事。この団体は子供の心肺蘇生法に関して教育を提供することを目標とする。

### 私生活
子宮頸癌のサバイバーである。
シェフのLudovic Lefebvreは、夫である。